# Zespół Zinnera
Zespół Zinnera (triada Zinnera, ang.: Zinner’s syndrome) – to rzadki zespół wad wrodzonych charakteryzujący się  jednostronnym współwystępowaniem u mężczyzn: torbieli pęcherzyka nasiennego, agenezji nerki i atrezji ujścia przewodu wytryskowego. 

## Historia
Pierwszy raz opisany w 1914 roku przez dr A. Zinnera.

## Epidemiologia
W literaturze anglosaskiej opisano do 2012 roku tylko około 200 przypadków zespołu. Chorobowość szacuje się na poziomie 0.00214%.

## Etiologia
Współistnienie torbieli pęcherzyka nasiennego i agenezji nerki wynika z faktu, że oba organy powstają w trakcie organogenezy z przewodów Wolffa, zatem izolowany niedorozwój pęczka mezonefrycznego skutkuje agenezją moczowodów i nerki.  Odpowiednikiem u kobiet zespołu Zinnera jest zespół Mayera-Rokitansky’ego-Küstera-Hausera, który charakteryzuje się: brakiem macicy, brakiem górnej części pochwy i agenezją nerki.

## Objawy
Początek dolegliwości związany jest najczęściej z rozpoczęciem aktywności płciowej (zazwyczaj między 20. a 30. rż.). Torbiel pęcherzyka nasiennego mniejsza niż 5 cm jest najczęściej bezobjawowa, natomiast torbiel większa niż 12 cm, nazywana inaczej torbielą olbrzymią pęcherzyka nasiennego jest najczęściej torbielą której towarzyszą objawy chorobowe, związane z efektem masy i/lub podrażniania. Najczęściej to: niecharakterystyczne bóle brzucha, nawrotowe objawy dyzuryczne niekiedy bezpłodność.

## Leczenie
W przypadku małych, bezobjawowych zmian można rozważyć leczenie zachowawcze z użyciem blokerów receptorów alfa. Natomiast w przypadku dużych, objawowych zmian leczeniem z wyboru jest leczenie operacyjne